# Лоренц фон Либурнау, Людвиг
Людвиг Лоренц фон Либурнау (нем. Ludwig Lorenz von Liburnau; 26 августа 1856, Фиуме, Австрийская империя — 9 декабря 1943, Санкт-Гильген) — австрийский зоолог, сын Йозефа Романа Лоренца. Профессор венского Сельскохозяйственного института, директор зоологического отдела Музея естествознания. Автор таксона Hadropithecus.

## Биография
Рудольф Лоренц родился в 1856 году в семье австрийского натуралиста Йозефа Романа Лоренца, в это время занимавшего пост директора отдела в министерстве сельского хозяйства Австрии. После учёбы в гимназиях Вены и Зальцбурга поступил в 1875 году в Венский университет на факультет естественных наук, окончив его в 1879 году. Темой его докторской диссертации были эктопаразитические черви.
После получения докторской степени Лоренц нашёл работу в Лейпцигском университете, где изучал анатомию птиц и млекопитающих. Там же он описал ранее неизвестного паразитического червя Distomium robustum из желудка африканского слона. В 1880 году начал работу волонтёром в Государственном кабинете естественной истории (в дальнейшем Венский музей естествознания). В процессе переезда музея в новое здание в 1885—1889 году Лоренц провёл генеральную реорганизацию его зоологической коллекции. С 1888 года он возглавлял в музее секции птиц и млекопитающих (сменив на этой должности Августа фон Пельцельна) и использовал значительные ассигнования, в том числе частные, для улучшения коллекции. При Лоренце музей в частности содержал таксидермистов мирового класса и приобретал обширные коллекции, собранные за рубежом. Среди приобретённых материалов были южноафриканская коллекция Рудольфа Грауэра, коллекция птиц Новой Зеландии, собранная Райшеком, коллекция птиц Южной Аравии К. Э. Хелльмайра и коллекция млекопитающих Эмиля Голуба. Сам Лоренц в эти годы изучал диких коз Греции и Внутренней Азии (в том числе из коллекции Альмаши) и фоссилии вымерших полуобезьян, в том числе гигантского лемура Megaladapis edwardsi. Он также сам принимал участие в экспедициях в Гренландию (дважды), в Далмацию и на Нижний Дунай, организовал службу наблюдения за миграциями птиц на территории Австрии и основал орнитологическое отделение Венского зоологического и ботанического общества.
С 1898 года Лоренц был приват-доцентом Венского сельскохозяйственного института, а через десять лет занял профессорскую кафедру. В 1912 году он был назначен директором зоологического отдела Музея естествознания. В 1920 году Лоренц был удостоен почётного титула надворного советника, а в 1922 году избран председателем Музейного общества, но уже в конце того же года ушёл в отставку по возрасту.
Лоренц, бывший кавалером ряда австрийских и иностранных орденов, почётным членом Венского зоологического и ботанического общества, почётным членом Венгерского королевского орнитологического института в Будапеште и членом-корреспондентом Зоологического общества Лондона, умер в Санкт-Гильгене в 1943 году в возрасте 87 лет в присутствии дочери и внучки.